# Oh Sang-Uk
Oh Sang-Uk (en coreano: 오상욱; Daejeon, 30 de septiembre de 1996) es un deportista surcoreano que compite en esgrima, especialista en la modalidad de sable.
Participó en dos Juegos Olímpicos de Verano en los años 2020 y 2024, obteniendo tres medallas, oro en Tokio 2020 y dos oros en París 2024. Ganó seis medallas en el Campeonato Mundial de Esgrima entre los años 2017 y 2023.

## Palmarés internacional
| Juegos Olímpicos   | Juegos Olímpicos   | Juegos Olímpicos | Juegos Olímpicos  |
| Año                | Lugar              | Medalla          | Prueba            |
| ------------------ | ------------------ | ---------------- | ----------------- |
| 2020               | Tokio (Japón)      | Medalla de oro   | Sable por equipos |
| 2024               | París (Francia)    | Medalla de oro   | Sable individual  |
| 2024               | París (Francia)    | Medalla de oro   | Sable por equipos |
| Campeonato Mundial |                    |                  |                   |
| Año                | Lugar              | Medalla          | Prueba            |
| 2017               | Leipzig (Alemania) | Medalla de oro   | Sable por equipos |
| 2018               | Wuxi (China)       | Medalla de oro   | Sable por equipos |
| 2019               | Budapest (Hungría) | Medalla de oro   | Sable individual  |
| 2019               | Budapest (Hungría) | Medalla de oro   | Sable por equipos |
| 2022               | El Cairo (Egipto)  | Medalla de oro   | Sable por equipos |
| 2023               | Milán (Italia)     | Medalla de plata | Sable por equipos |